# JR貨物30B形コンテナ
JR貨物30B形コンテナ（JRかもつ30Bがたコンテナ）は、日本貨物鉄道（JR貨物）が30A形コンテナの三方開き版として30Aコンテナを改造した20ftコンテナである。

## 構造
両側側扉・片側妻扉の三方開きとなり、外法寸法は高さ2,500mm、幅2,490mm、長さ6,058mm、自重3.5t。内容積は30.4m3、最大積載量は8.8t。
外観は19B形と同様のフロンティアレッド一色塗りである。側面には梅田・大阪（貨） - 札幌（貨）専用の運用表記があるが、この区間以外で使用されているものもある。

## 現状
2025年（令和7年）4月5日現在、19個が使用されている。